# Petri Helin
Petri Juhani Helin (ur. 13 grudnia 1969 w Helsinkach) – fiński piłkarz występujący na pozycji obrońcy.

## Kariera klubowa
Helin karierę rozpoczynał w sezonie 1988 w pierwszoligowym zespole PPT. W 1989 roku przeszedł do HJK Helsinki. W sezonach 1990 oraz 1992 zdobył z nim mistrzostwo Finlandii. Pod koniec 1992 roku przeniósł się do duńskiego Ikast FS. W sezonie 1992/1993 awansował z nim z drugiej ligi do pierwszej. W Ikast Helin grał do końca sezonu 1995/1996.
Następnie wrócił do HJK Helsinki. W sezonie 1996 zdobył z nim Puchar Finlandii, a w sezonie 1997 mistrzostwo Finlandii. W 1998 roku odszedł do PK-35. Spędził tam dwa sezony, a potem przeniósł się do Jokeritu, z którym w sezonie 2000 wywalczył wicemistrzostwo Finlandii.
Pod koniec 2000 roku Helin przeszedł do angielskiego Luton Town z Division Two. Spędził tam sezon 2000/2001, a potem odszedł do Stockport County z Division One. Zadebiutował tam 11 sierpnia 2001 w przegranym 0:2 meczu z Coventry City. Graczem Stockport Helin był do stycznia 2002 roku.
Następnie występował w tureckim Denizlisporze, gdzie. Rozegrał tam 4 spotkania w Süper Lig, a po sezonie 2001/2002 wrócił do Finlandii, gdzie ponownie został zawodnikiem Jokeritu. W sezonie 2002 awansował z nim z drugiej ligi do pierwszej. W 2003 roku zakończył karierę.

## Kariera reprezentacyjna
W reprezentacji Finlandii Helin zadebiutował 12 lutego 1992 w zremisowanym 1:1 towarzyskim meczu z Turcją. 16 lutego 1995 w zremisowanym 2:2 towarzyskim pojedynku z Trynidadem i Tobago strzelił swojego pierwszego gola w kadrze. W latach 1992–2002 w drużynie narodowej rozegrał 28 spotkań i zdobył 2 bramki.